# Carne (livro)
Carne (em inglês: Flesh) é um romance de ficção científica americano escrito por Philip José Farmer. Originalmente lançado em 1960, foi a segunda publicação de Farmer em tamanho de romance, depois de The Green Odyssey. Carne apresenta muitos temas sexuais, como é típico dos primeiros trabalhos de Farmer.
O romance foi influenciado pelo livro de Robert Graves sobre mitologia, The White Goddess.

## Resumo
Em Carne, Peter Stagg e um grupo de astronautas deixam a Terra no século XXI. Devido aos benefícios do hipersono, eles retornam ao planeta oitocentos anos depois, em 2860 E.C. Eles encontram um mundo estranho, habitado por cultistas pagãos e sociedades bizarras decorando uma paisagem rochosa e escaldante, exceto pela costa leste, em sua maior parte fértil, dos antigos Estados Unidos e dos carelianos, piratas europeus vindos dos remanescentes da Finlândia. Induzido ao grupo majoritariamente feminino "Elk", Stagg tem chifres enxertados em seu crânio e é batizado de "Sunhero". Nesse papel, ele se torna um escravo sexual, forçado a se envolver em relações sexuais com praticamente todos os membros do grupo, especialmente virgens - embora ele se oponha aos "Pants-Elfs", uma comunidade gay do que era conhecido como Pensilvânia no século XXII. A sociedade é dominada por cultos de adoração à deusa centrados na "Grande Mãe Branca" conhecida como Columbia, bem como em sua filha adolescente Virginia e na deusa velha portadora da morte Alba. O principal impulso da trama do livro é o diálogo interno de Stagg, ruminando sobre as implicações morais, éticas, espirituais e físicas de suas ações. No entanto, quando ele realmente se apaixona pela primeira vez, o objeto de sua afeição se recusa a ceder aos seus avanços físicos. Por fim, Stagg, sua nova amante Mary Casey, os membros restantes de sua tripulação e parceiras femininas escolhidas e crianças escapam da Terra primitivista dominada pelos neopagãos mais uma vez, a caminho de um planeta habitável no sistema planetário de Vega. No entanto, um desfecho sugere que isso pode ter sido pretendido pelas sacerdotisas idosas que controlam essa sociedade matriarcal.

## Reação e análise
O livro foi recebido com uma recepção morna pelos críticos. Embora a maioria tenha gostado do estilo de escrita de Farmer, eles frequentemente sentiam que o enredo era simplesmente uma desculpa fraca para encadear representações sensacionalistas de sexo gráfico. A edição revisada e ampliada publicada oito anos após o lançamento original foi recebida com mais elogios, em grande parte devido à percepção de maior profundidade do enredo.